# Fenethazine
Fenethazine (INN) (tên thương hiệu Anergen, Contralergial, Ethysine, Etisine, Lisergan, Lysergan; tên mã phát triển cũ RP-3015, SC-1627, WY-1143), hoặc phenethazine, là một thế hệ đầu tiên kháng histamin của nhóm phenothiazin. Promethazine, và sau đó là chlorpromazine, có nguồn gốc từ fenethazine. Fenethazine, lần lượt, có nguồn gốc từ phenbenzamine.